# Medinaceli
Medinaceli es un municipio y villa española de la provincia de Soria, en la comunidad autónoma de Castilla y León. El término municipal tiene una población de 671 habitantes (INE 2024).

## Toponimia
Según algunas opiniones, el topónimo actual es una adaptación árabe del nombre antiguo de la ciudad Okelis > madīna-oceli, que en céltico significa 'colina', y se relaciona con una gran cantidad de topónimos hispanos sobre la misma raíz, especialmente abundantes en occidente: Okela, Okelo-durum, Albu-Okela, Kalu-Okela, Samaru-Okela, etc. Las fuentes escritas más antiguas sobre la población están en árabe y la llaman madīnat Sālim, 'ciudad de Salim', donde Salim sería el epónimo de la tribu bereber de los Banu Salim, asentada en la región de la Marca Media en el siglo VIII.

## Geografía

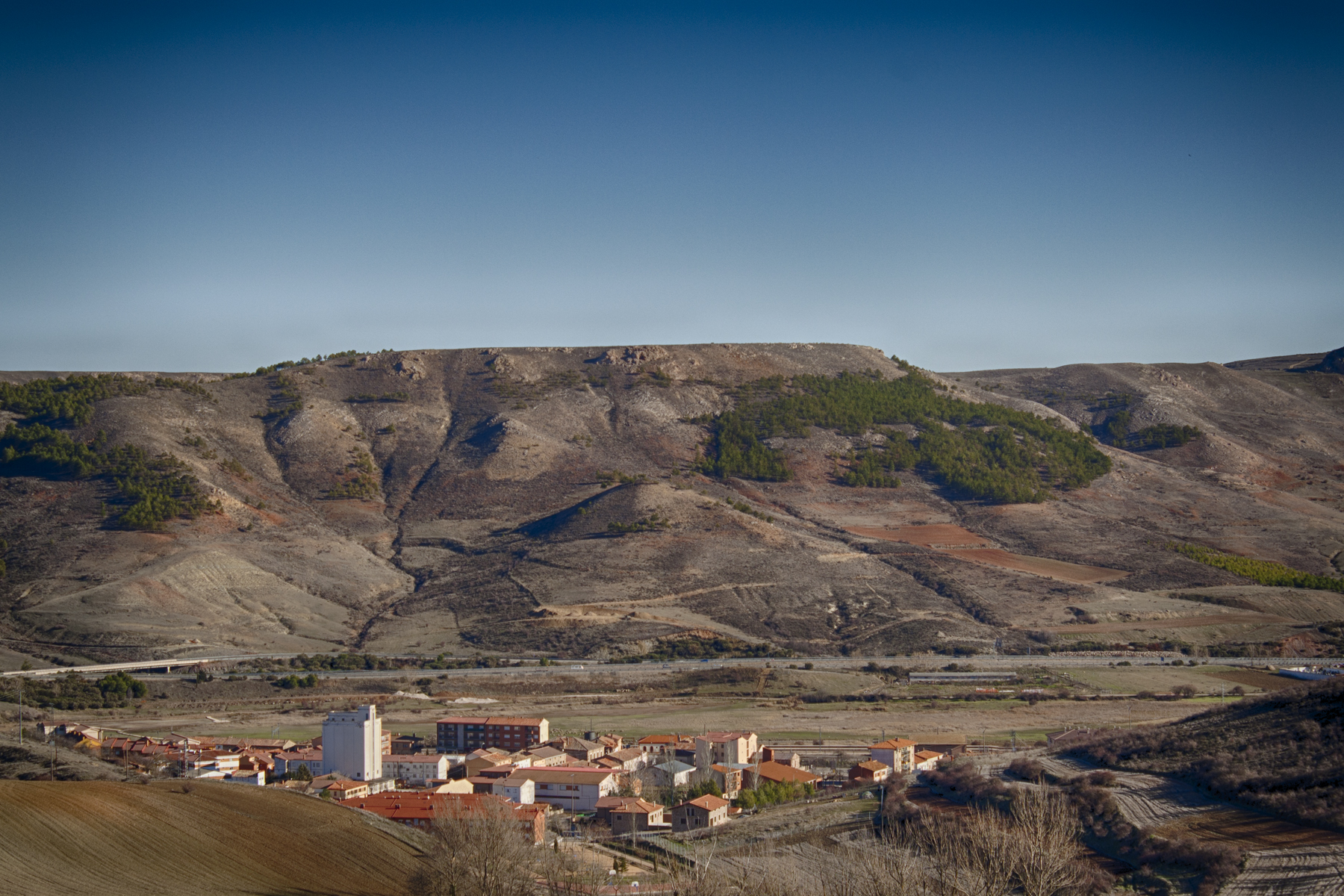
Barrio de la Estación

El municipio se sitúa a 80 km de la capital provincial. Durante el siglo XX, el núcleo económico y administrativo se trasladó del centro histórico sito en lo alto de la colina (a unos 1200 m sobre el nivel del mar) al nuevo barrio de la Estación, a los pies de la misma (a unos 1000 m sobre el nivel del mar), en el valle del Jalón, debido a la confluencia del paso de la autovía del Nordeste y del ferrocarril. 
El término municipal es extenso pues incluye varios núcleos de población aledaños y forma parte de la histórica comarca soriana de Tierra de Medinaceli, de la que es "capital histórica".[cita requerida]
| Noroeste: Yelo, Alcubilla de las Peñas | Norte: Alcubilla de las Peñas   | Noreste: Almaluez y Arcos de Jalón |
| Oeste: Miño de Medinaceli              |                                 | Este: Arcos de Jalón               |
| Suroeste: Sigüenza                     | Sur: Anguita, Alcolea del Pinar | Sureste: Arcos de Jalón            |

### Naturaleza
En su término, e incluidos en la Red Natura 2000, se encuentran los siguientes lugares:
- Lugar de Interés Comunitario conocido como Páramo de Layna, que ocupa 4107 hectáreas, el 20% de su término.[3]
- Zona Especial Protección de Aves conocida como Páramo de Layna, que ocupa 5.326 hectáreas, el 26% de su término.[4]

## Historia

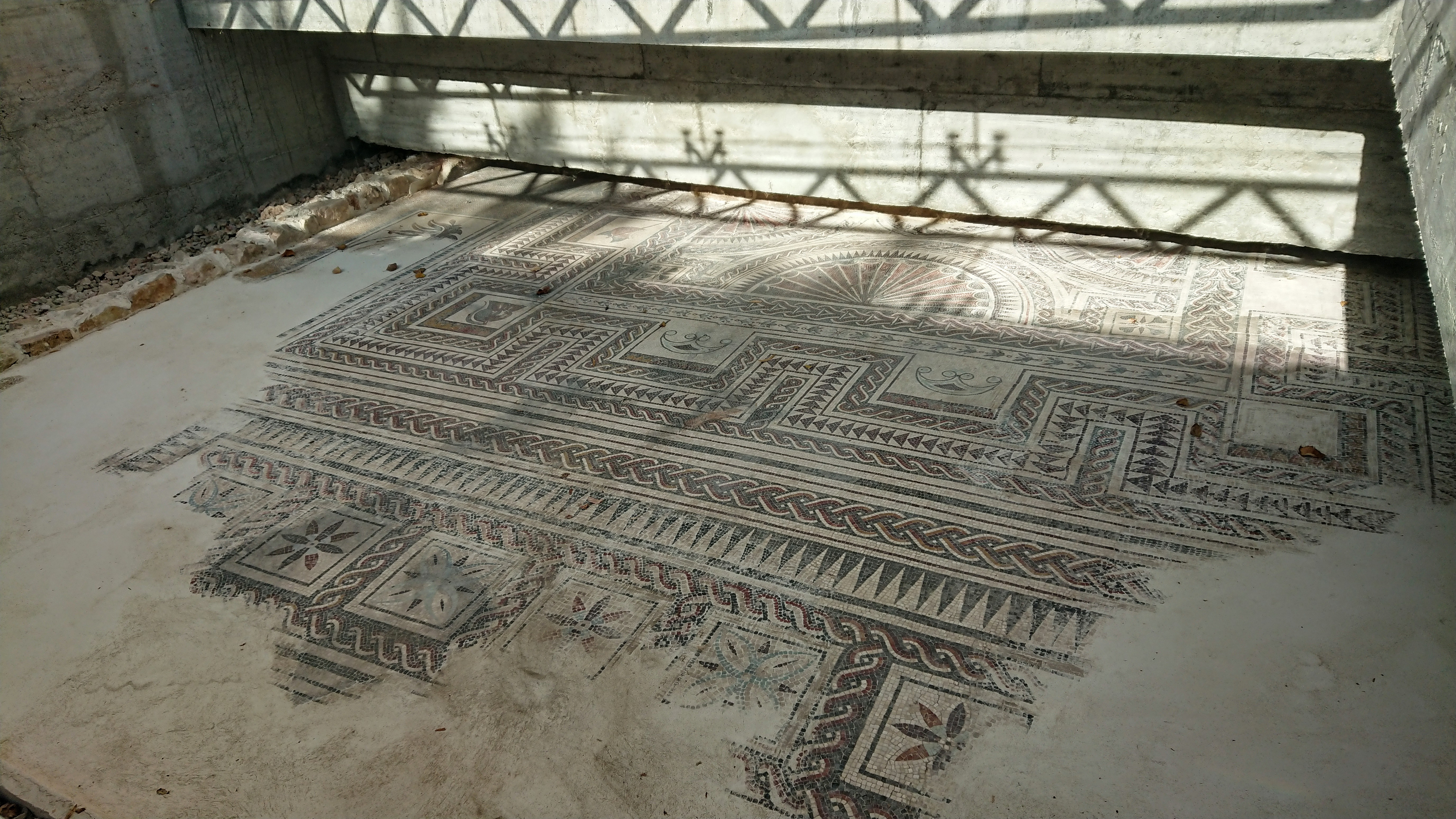
Mosaicos romanos en la plaza de San Pedro

Su origen se encuentra en la antigua Occilis, ciudad de los belos y municipio romano. Medinaceli está, desde el tiempo de la ocupación romana, sobre un cerro al este del que ocupó la Occilis celtíbera. Durante la dominación romana de Hispania, se empezaron a explotar las salinas en el valle (la extracción de sal continuó hasta 1994) y se construyó en la villa el arco romano y la fuente de la Canal, cuya excelente agua proviene de las mismas canalizaciones y depósitos de decantación que construyeron los romanos.
Medinaceli fue frontera divisoria entre cristianos y musulmanes. Sus calles laberínticas son tan estrechas que en algunos casos se pueden tocar sus muros con los brazos extendidos. Fue un enclave estratégico de primera magnitud durante siglos, debido a su situación en la confluencia del valle del Jalón y el valle del Arbujuelo. A su alcazaba árabe parece que vino a morir, según algunos autores, el caudillo Almanzor en 1002, presuntamente en ruta de retirada de la batalla de Calatañazor. Hacia 1129, el rey de Aragón, Alfonso I El Batallador, conquista definitivamente los territorios del alto Jalón, con Medinaceli y el enclave de Molina, aunque poco tiempo después pasaría a manos castellanas. 
Durante la Guerra de la Independencia, el Empecinado se hizo fuerte en la plaza, ante el ataque de las tropas napoleónicas.
A la caída del Antiguo Régimen la localidad se constituye en municipio constitucional en la región de Castilla la Vieja, que en el censo de 1842 contaba con 398 hogares y 1600 vecinos. A mediados del siglo XIX disminuye el término del municipio porque independiza a Salinas de Medinaceli. A finales del siglo XX crece el término del municipio porque incorpora a Beltéjar, Benamira, Blocona, Esteras de Medinaceli, Fuencaliente de Medinaceli y Salinas de Medinaceli.
Fuencaliente incorpora a Azcamellas y a Torralba del Moral.
En 2013 ingresó en la asociación de Los Pueblos Más Bonitos de España, siendo el primero de la provincia de Soria en hacerlo.

## Demografía
Cuenta con una población de 671 habitantes (INE 2024).
| Gráfica de evolución demográfica de Medinaceli entre 1828 y 2021 |
| |
| Población según el Diccionario geográfico-estadístico de España y Portugal de Sebastián Miñano. Población de derecho según los censos de población del INE Población de hecho según los censos de población del INEEntre el censo de 1970 y el anterior, crece el término del municipio porque incorpora a 42519 (Beltéjar), 42520 (Benamira), 42522 (Blocona), 42547 (Esteras de Medina), 42549 (Fuencaliente de Medina) y 42602 (Salinas de Medinaceli) Entre el censo de 1857 y el anterior, disminuye el término del municipio porque independiza a 42602 (Salinas de Medinaceli) |

El número de habitantes del municipio se ha estabilizado en los últimos años, después de haber decrecido drásticamente en las décadas anteriores.

### Población por núcleos

Vista integral de la Plaza Mayor

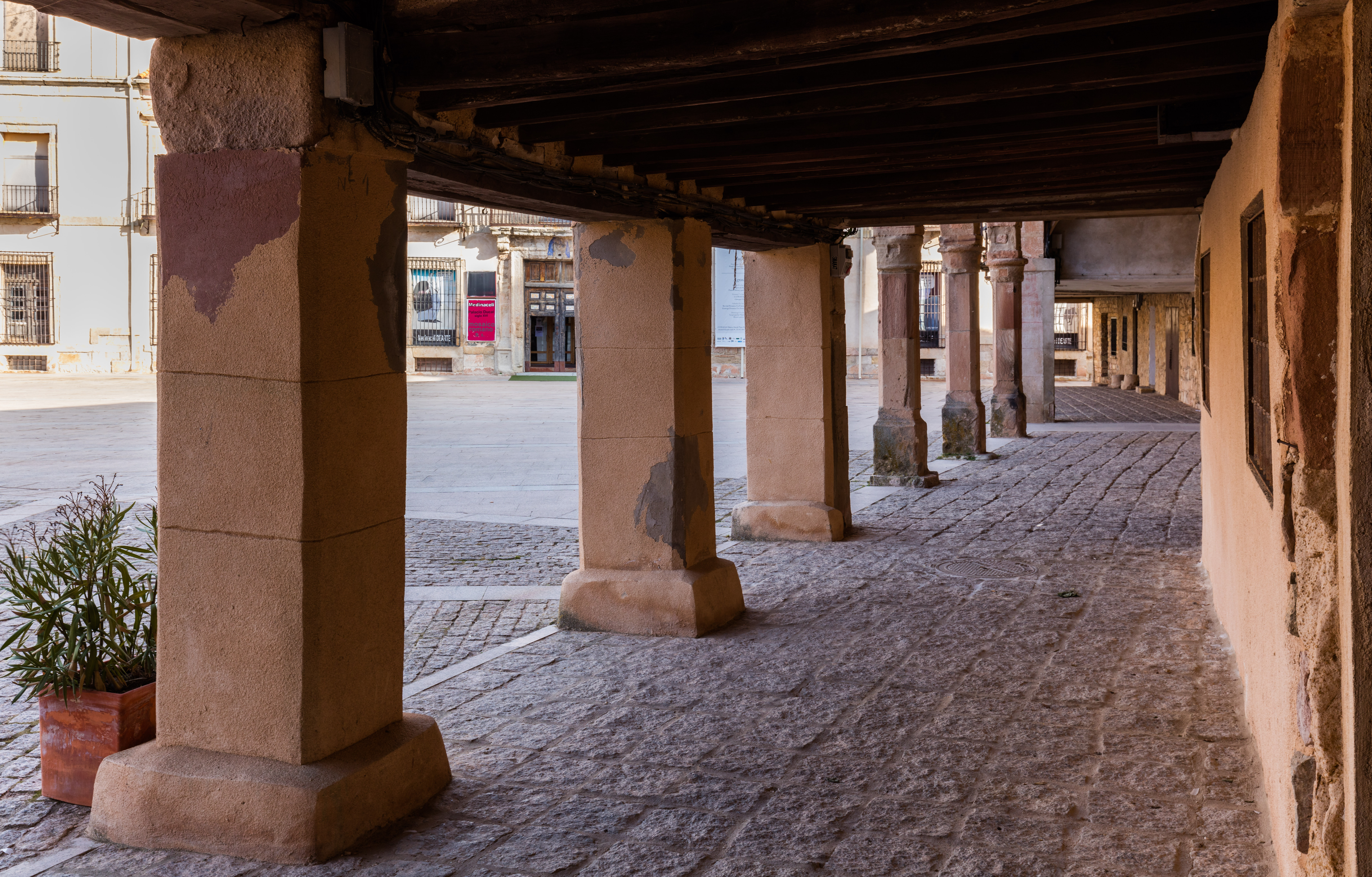
Columnas de la Plaza Mayor

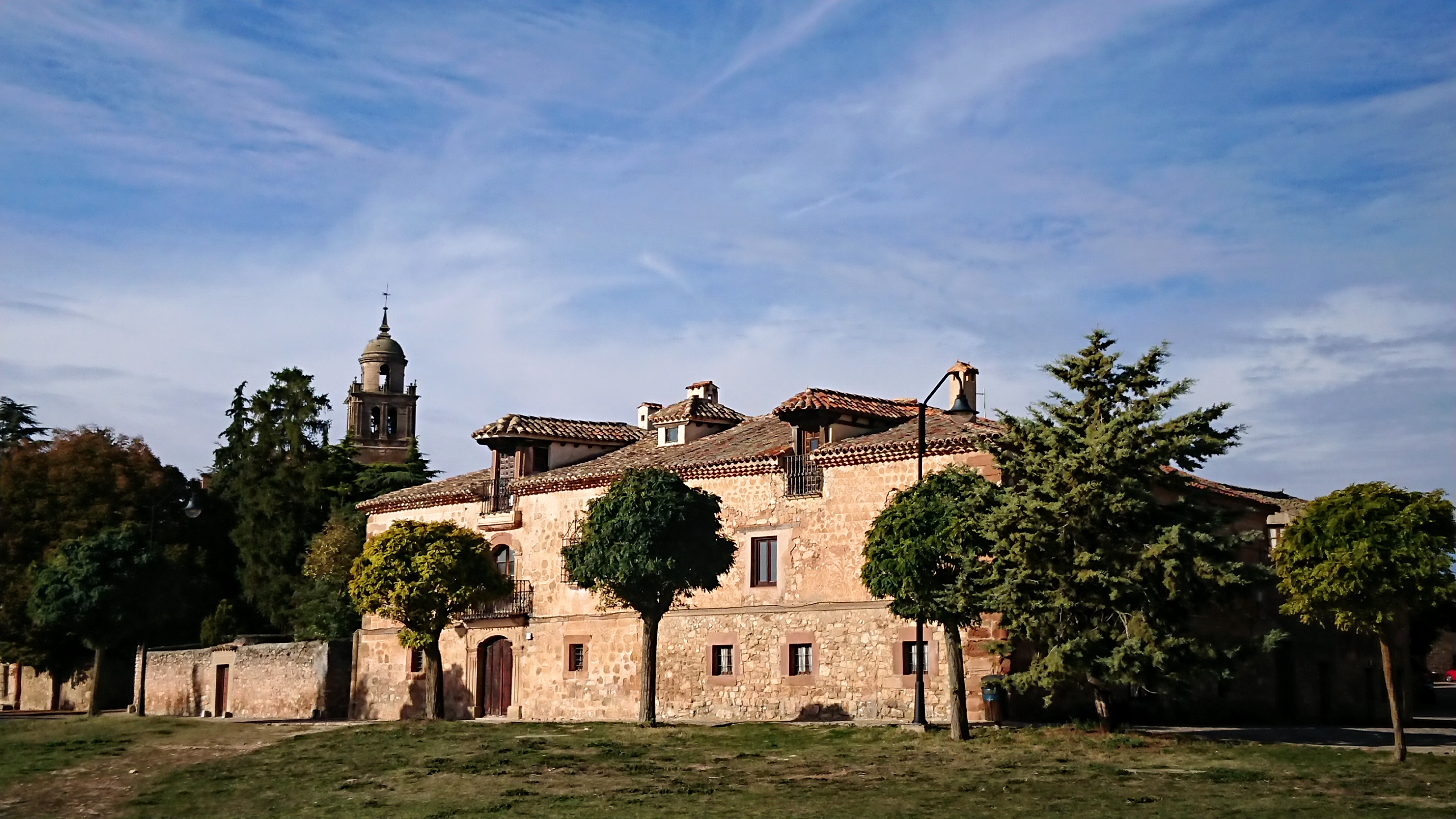
Convento de Santa Isabel

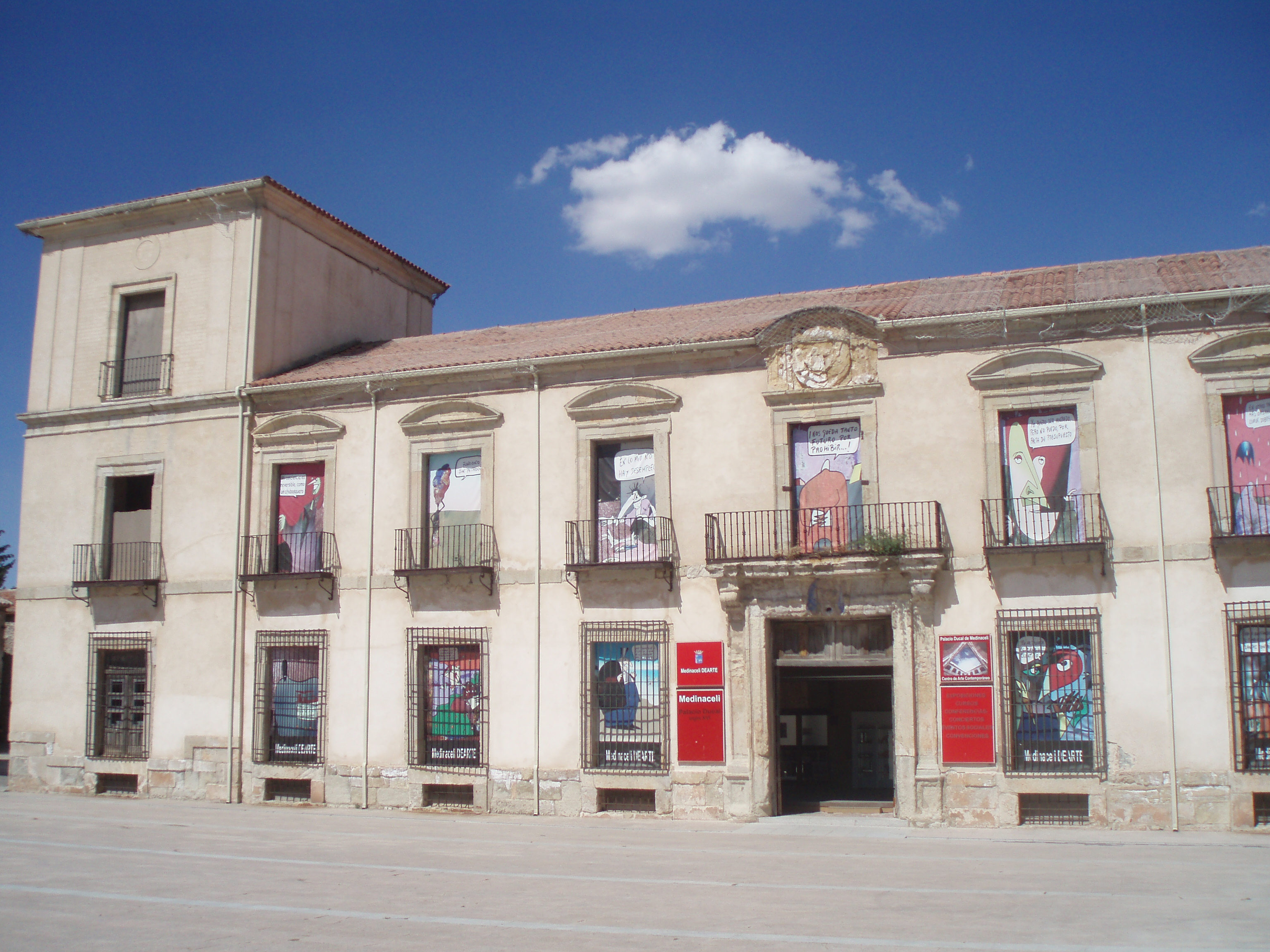
Palacio Ducal

| Núcleos                    | Habitantes (2000) | Habitantes (2010) |
| -------------------------- | ----------------- | ----------------- |
| Medinaceli                 | 465               | 564               |
| Arbujuelo                  | 7                 | 10                |
| Azcamellas                 | 14                | 11                |
| Beltéjar                   | 37                | 28                |
| Benamira                   | 14                | 8                 |
| Blocona                    | 19                | 22                |
| Estación de Medinaceli     | 285               | 404               |
| Esteras de Medinaceli      | 41                | 28                |
| Fuencaliente de Medinaceli | 22                | 29                |
| Lodares                    | 9                 | 12                |
| Salinas de Medinaceli      | 58                | 51                |
| Torralba del Moral         | 15                | 50                |

## Administración
Lista de alcaldes
| Periodo   | Nombre                    | Partido   |
| --------- | ------------------------- | --------- |
| 1979-1983 | Esteban de Frutos Hernanz | CEM       |
| 1983-1987 | Jacinto Miguel Cortés     | AP-PDP-UL |
| 1987-1991 | Jacinto Miguel Cortés     | AP-PDP-UL |
| 1991-1995 | Jacinto Miguel Cortés     | PP        |
| 1995-1999 | Jacinto Miguel Cortés     | PP        |
| 1999-2003 | Jacinto Miguel Cortés     | PP        |
| 2003-2007 | Felipe Utrilla Dupré      | PP        |
| 2007-2011 | Felipe Utrilla Dupré      | PP        |
| 2011-2015 | Felipe Utrilla Dupré      | PP        |
| 2015-2019 | Felipe Utrilla Dupré      | PP        |
| 2019-2023 | Felipe Utrilla Dupré      | PP        |
| 2023-act. | Gregorio Miguel Santander | PP        |

## Patrimonio

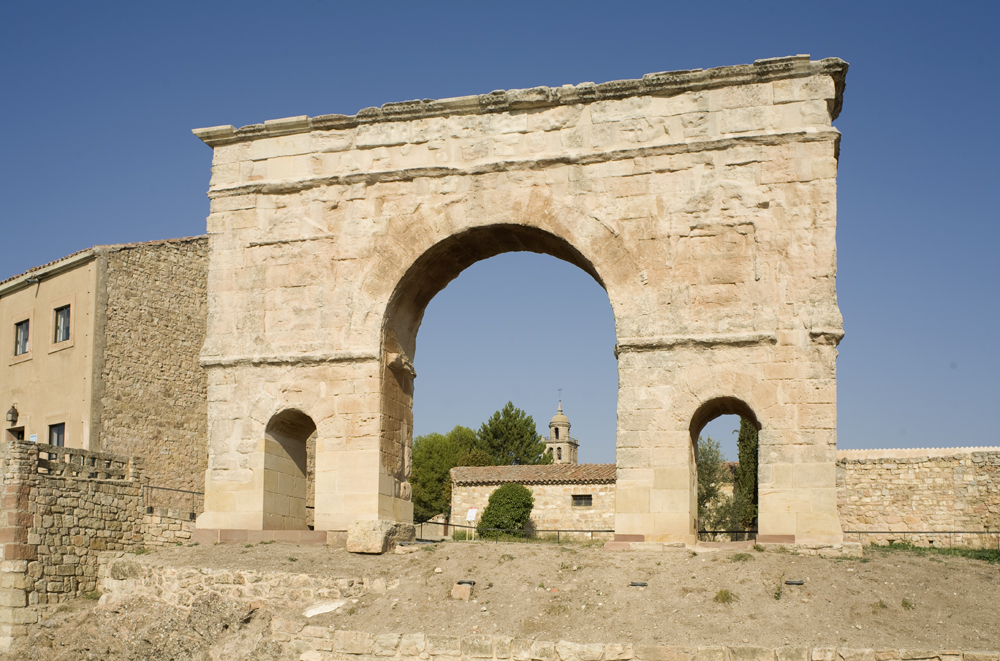
Arco romano (siglos -)

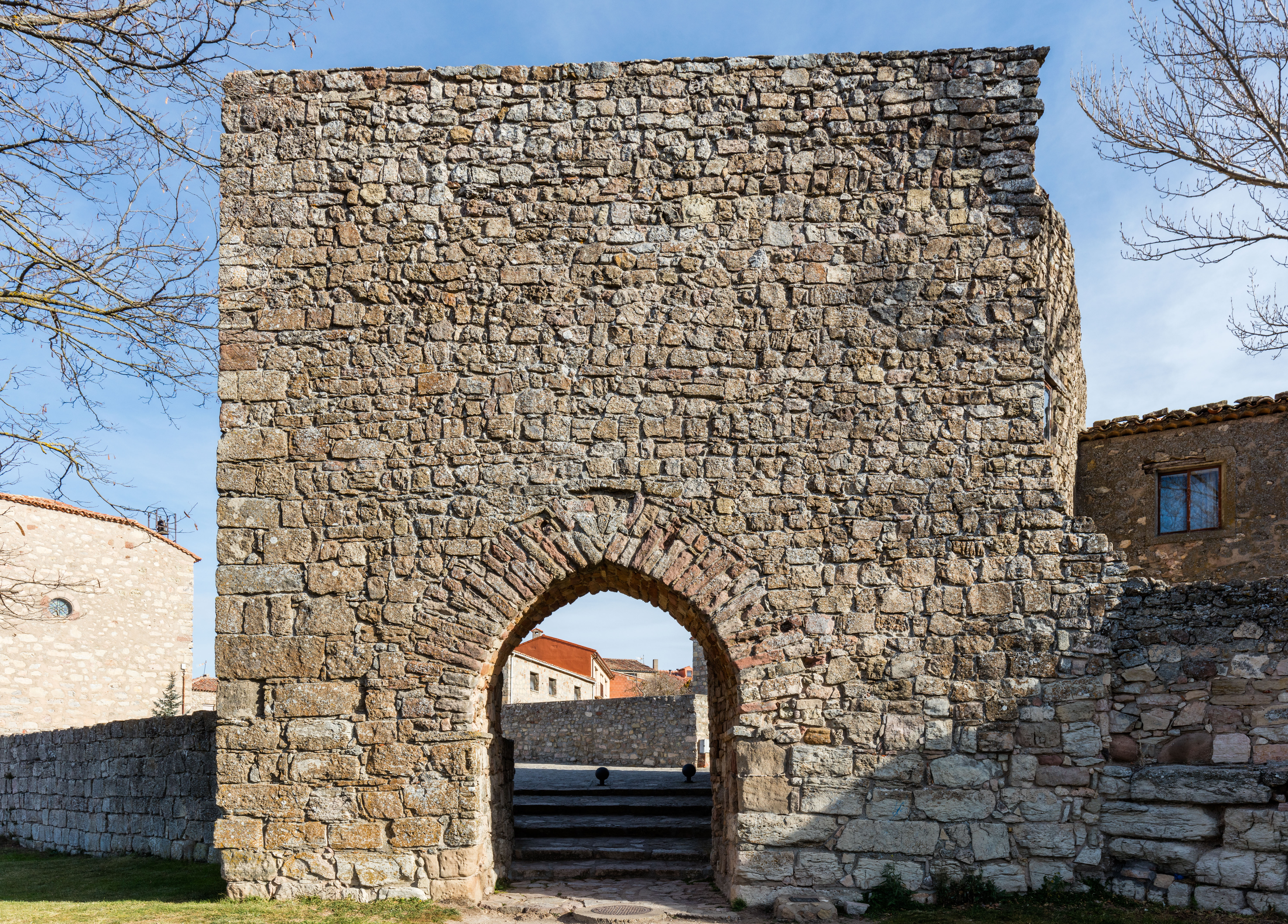
Puerta Árabe

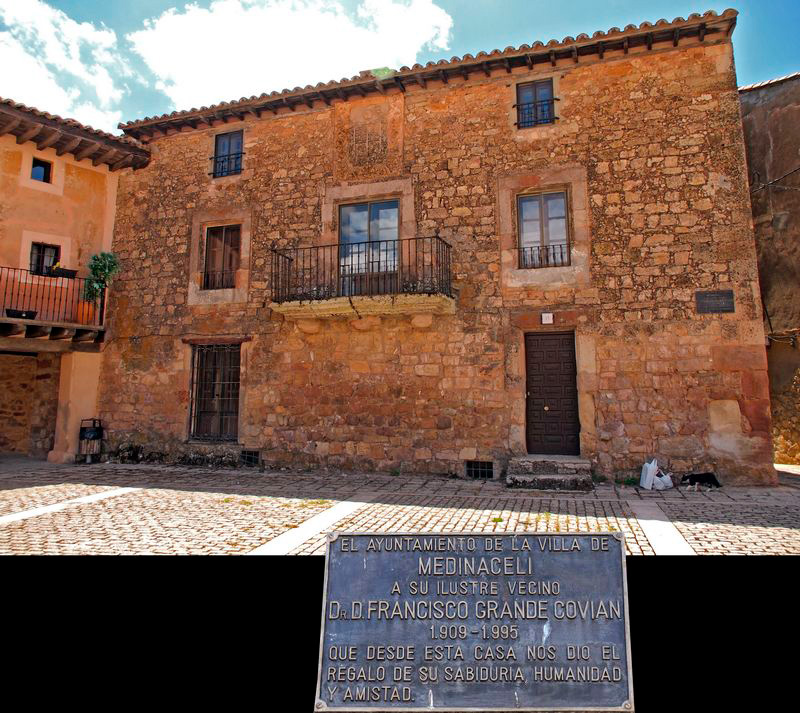
Casa de Francisco Grande Covián, plaza Mayor

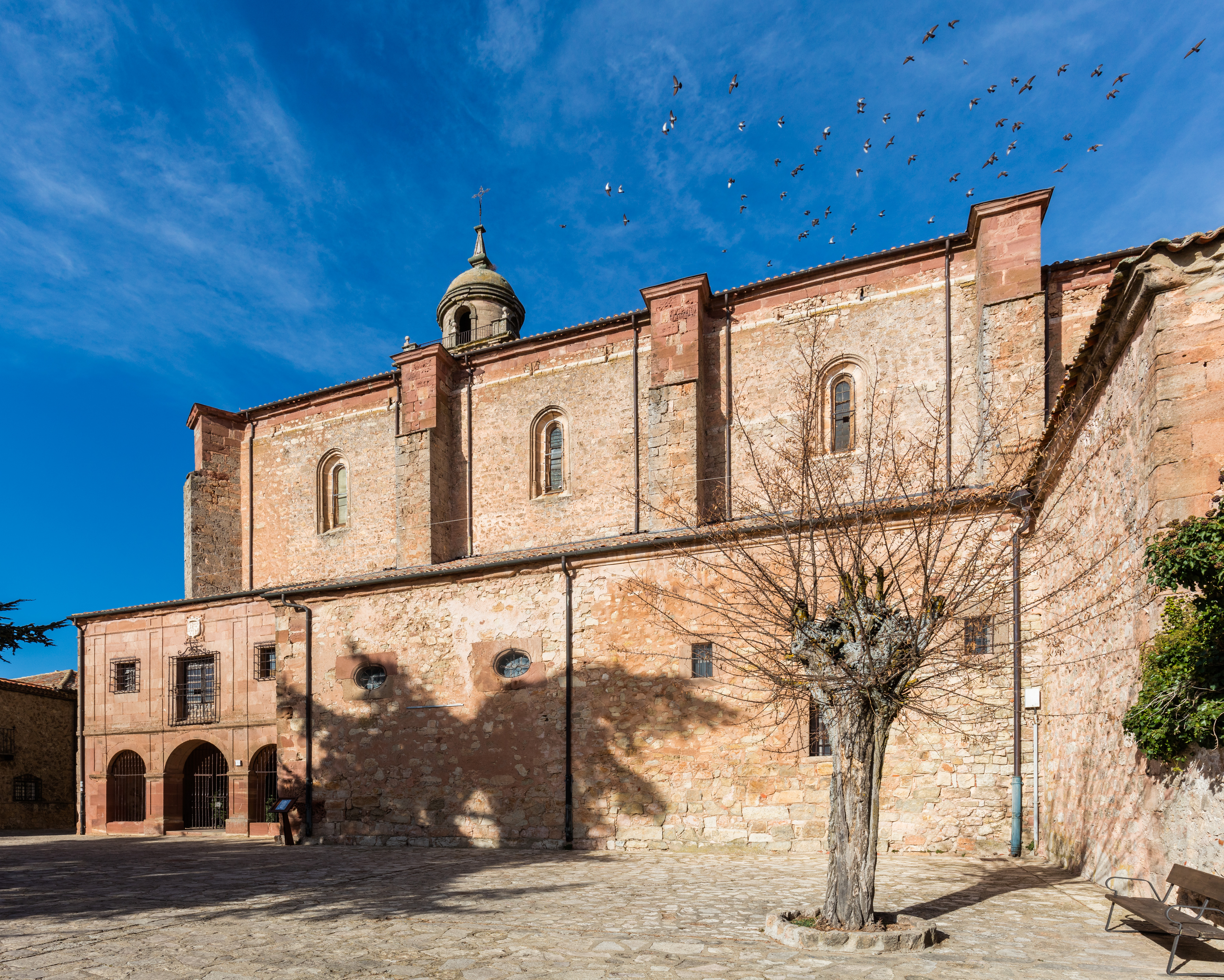
Colegiata de Medinaceli

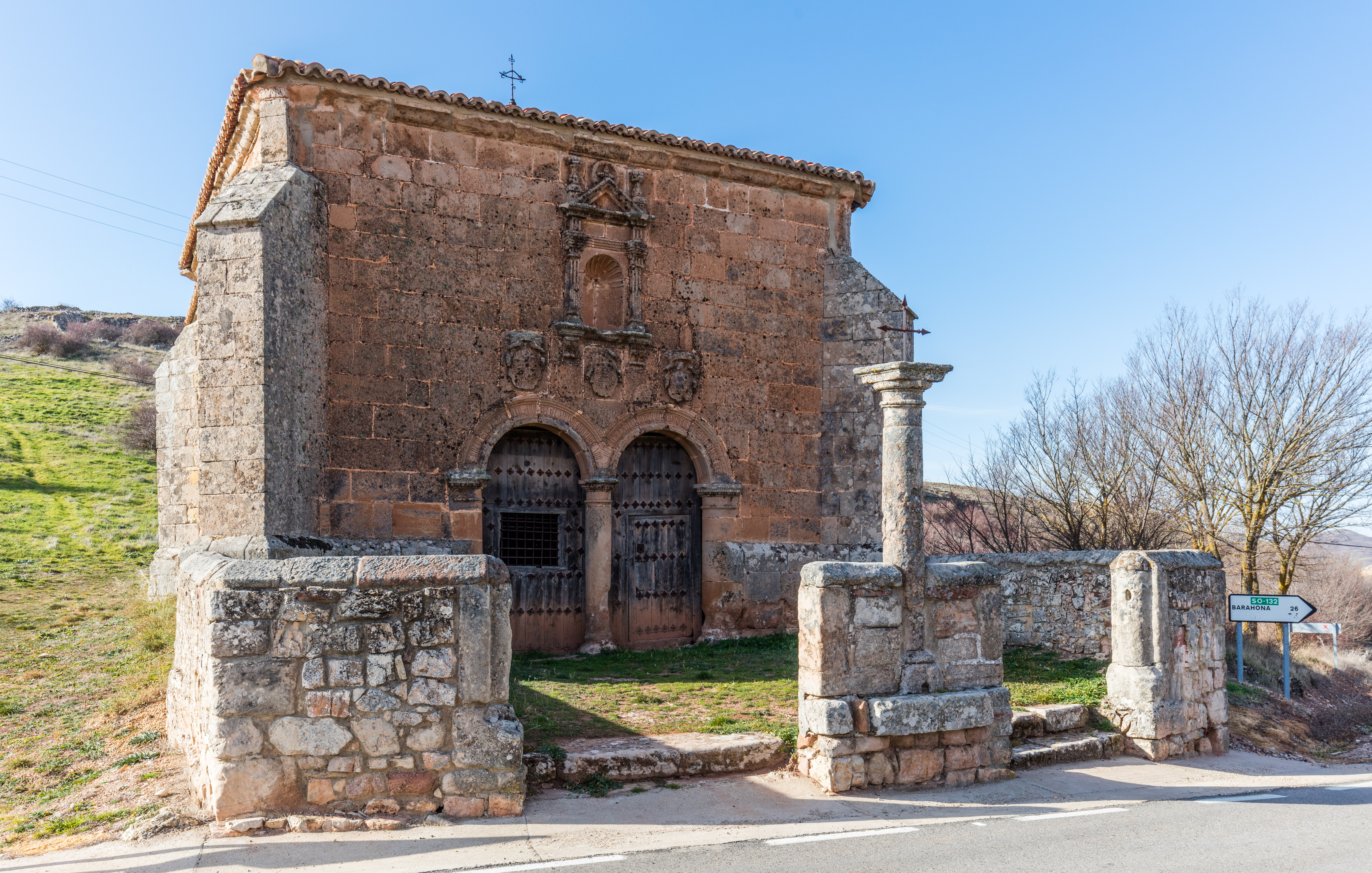
Ermita del Humilladero

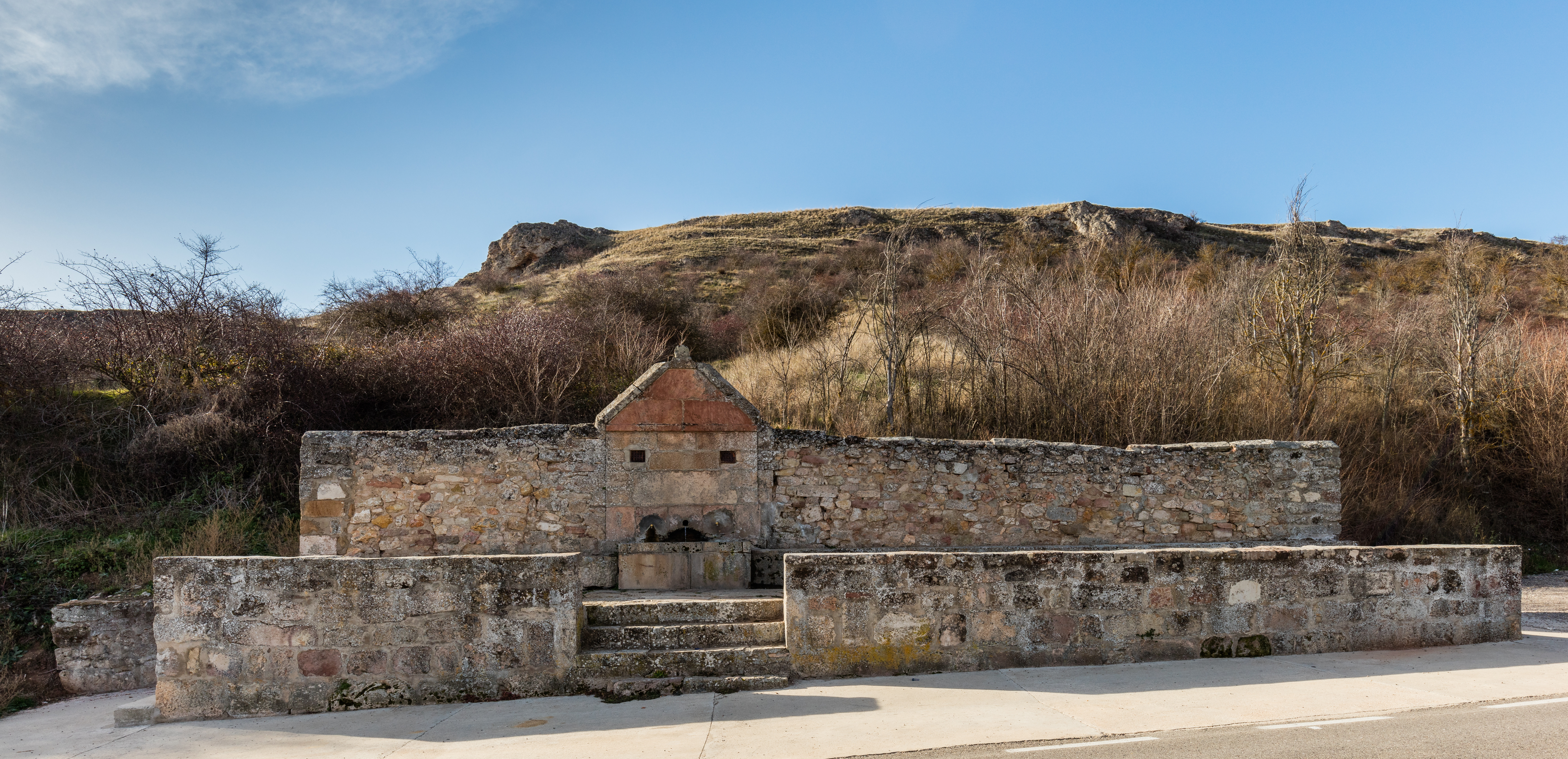
Fuente de la Canal

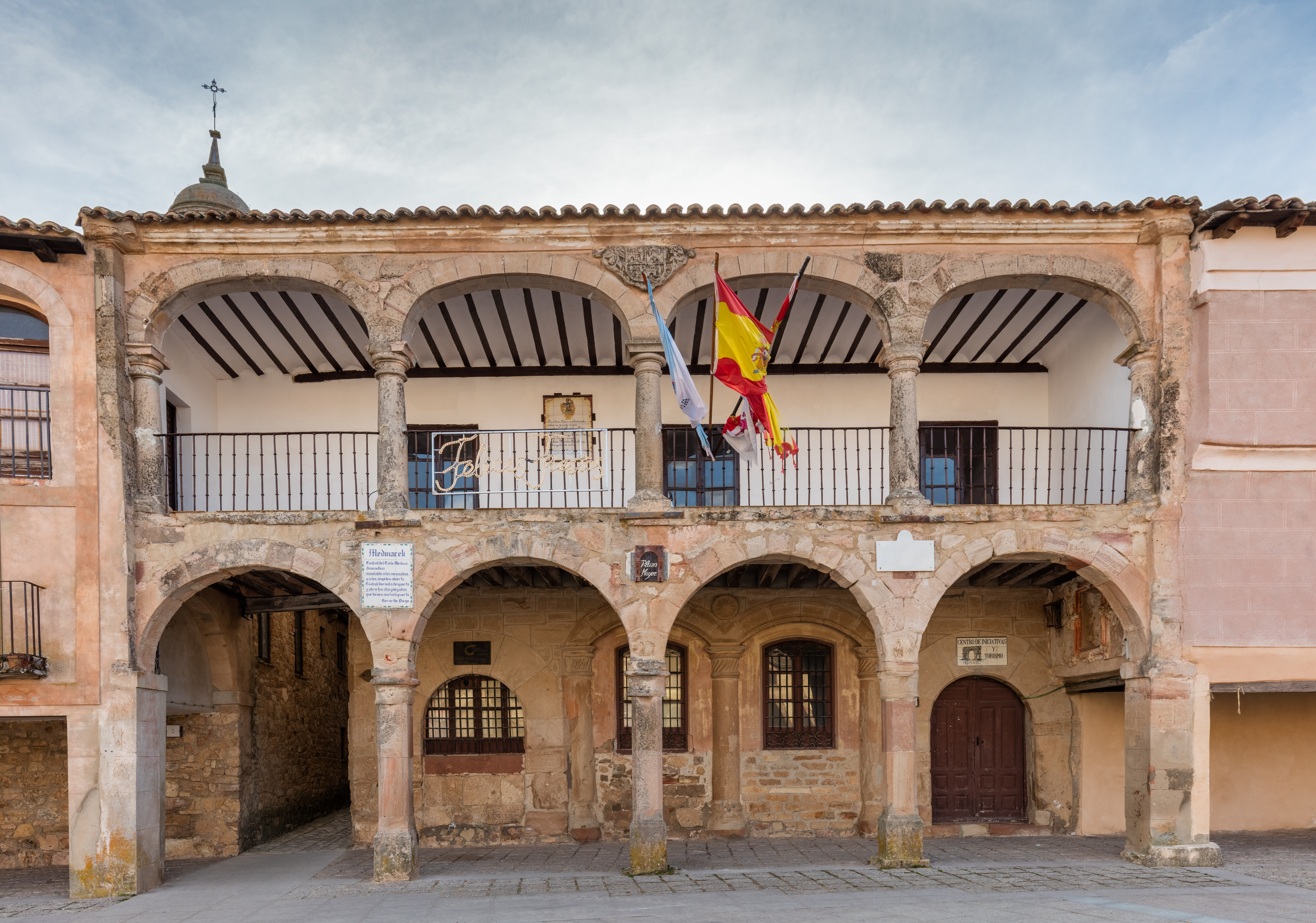
Alhóndiga (actual oficina de turismo), plaza Mayor

- Arco romano de Medinaceli. Construido entre los siglos I y III d. C., es el único en España de tres arcos. Las obras de restauración han terminado recientemente, por lo que puede verse otra vez por completo, una vez consolidados los cimientos. Declarado Bien de Interés Cultural en la categoría de Monumento el 9 de agosto de 1930.[12]
- Albergue nacional de carretera, proyectado en 1929 para la red de paradores nacionales de turismo, domina el acantilado a escasos metros del arco romano. Funcionó entre 1935 y 1978 y es de estilo protorracionalista.
- Castillo de Medinaceli. Son visibles también desde el valle los restos reconstruidos del castillo, actualmente utilizado como cementerio, que fue alcazaba árabe y posteriormente residencia de los entonces condes de Medinaceli hasta su traslado al Palacio Ducal que da con sus balcones a la plaza Mayor.
- Colegiata. También fue dotada en su tiempo por el ducado la Colegiata de Nuestra Señora de la Asunción, cuyos abades pelearon durante siglos con los sucesivos obispos de Sigüenza por mantener sus privilegios, y en la que se venera una imagen del Cristo de Medinaceli.
- Plaza Mayor. Con una superficie de unos cinco mil metros cuadrados y situada en donde estuvo el antiguo foro romano, está completamente restaurada y pavimentada en la actualidad. El Palacio Ducal cierra su lado oriental y en el lado sur está la Alhóndiga, del siglo XVI, en cuyo piso superior estuvo la casa del concejo, mientras que la planta inferior y las dos arcadas, de medio punto y arcos carpaneles sobre columnas, se reservaron para las transacciones comerciales y en su parte posterior estuvo la cárcel del partido judicial.
- Palacio Ducal de Medinaceli. El palacio es renacentista y fue construido a lo largo del siglo XVI como digna sede de la casa de Medinaceli, cuyos escudos están dispuestos en la fachada. Cayó en desuso ya durante el siglo XIX y se deterioró hasta la ruina casi total, estado en el que estuvo durante décadas hasta que concluyeron parcialmente los trabajos de restauración iniciados a finales de los años noventa. En diciembre de 2008 se inauguró un museo dedicado a exposiciones culturales, con diez salas que ocupan la práctica totalidad de la planta baja del antiguo palacio.[13] Declarado bien de interés cultural en la categoría de monumento el 1 de junio de 1979.[12]
- La Maison d'Eros. Museo en una casa del siglo XIX situado en la calle San Román. Dedicado al erotismo, el museo alberga obra de Arte prehistórico, oriental, precolombino y de artistas contemporáneos.[14]
- Convento. Se mantiene en perfecto estado el Convento de Santa Isabel (siglo XVI), junto a la iglesia de San Martín. Este convento de clarisas es el único que sigue en activo de los cuatro con que contó la Villa en el pasado.
- Beaterio. Está lamentablemente en ruinas el antiguo beaterio de San Román, que probablemente fue antiguamente una sinagoga.
- Restos árabes. Detrás de estas ruinas, unos metros fuera del perímetro de la muralla, puede visitarse la antigua nevera árabe, que fue utilizada durante siglos para preservar alimentos mediante la nieve que se conservaba bajo su bóveda gracias a su disposición en la ladera norte de la meseta. Hacia poniente se abre el medieval Arco Árabe, única puerta que queda en pie entre los restos más íntegros de la muralla. En el paseo de ronda hacia el castillo pueden distinguirse los distintos niveles de la muralla que desde tiempos romanos ha rodeado la Villa.
- Conjunto histórico: Declarado Bien de Interés Cultural en la categoría de Conjunto Histórico el 28 de noviembre de 1963.[12]

Los monumentos de la villa histórica se vieron muy deteriorados por años de abandono, resultado de la despoblación y de la crisis del modelo económico de la agricultura latifundista del cereal, lo que motivó que varias construcciones interesantes desaparecieran para siempre. En las últimas décadas, la Villa ha sido restaurada intensivamente, salvándose de la ruina total a la que estaba abocado el Palacio Ducal, rehabilitándose la plaza Mayor y el empedrado de las calles de la población. La visita cultural se ve enriquecida por el interés de las exposiciones arqueológicas en el Palacio Ducal y plaza Mayor y de las exposiciones de las diversas galerías de arte.

## Festividades

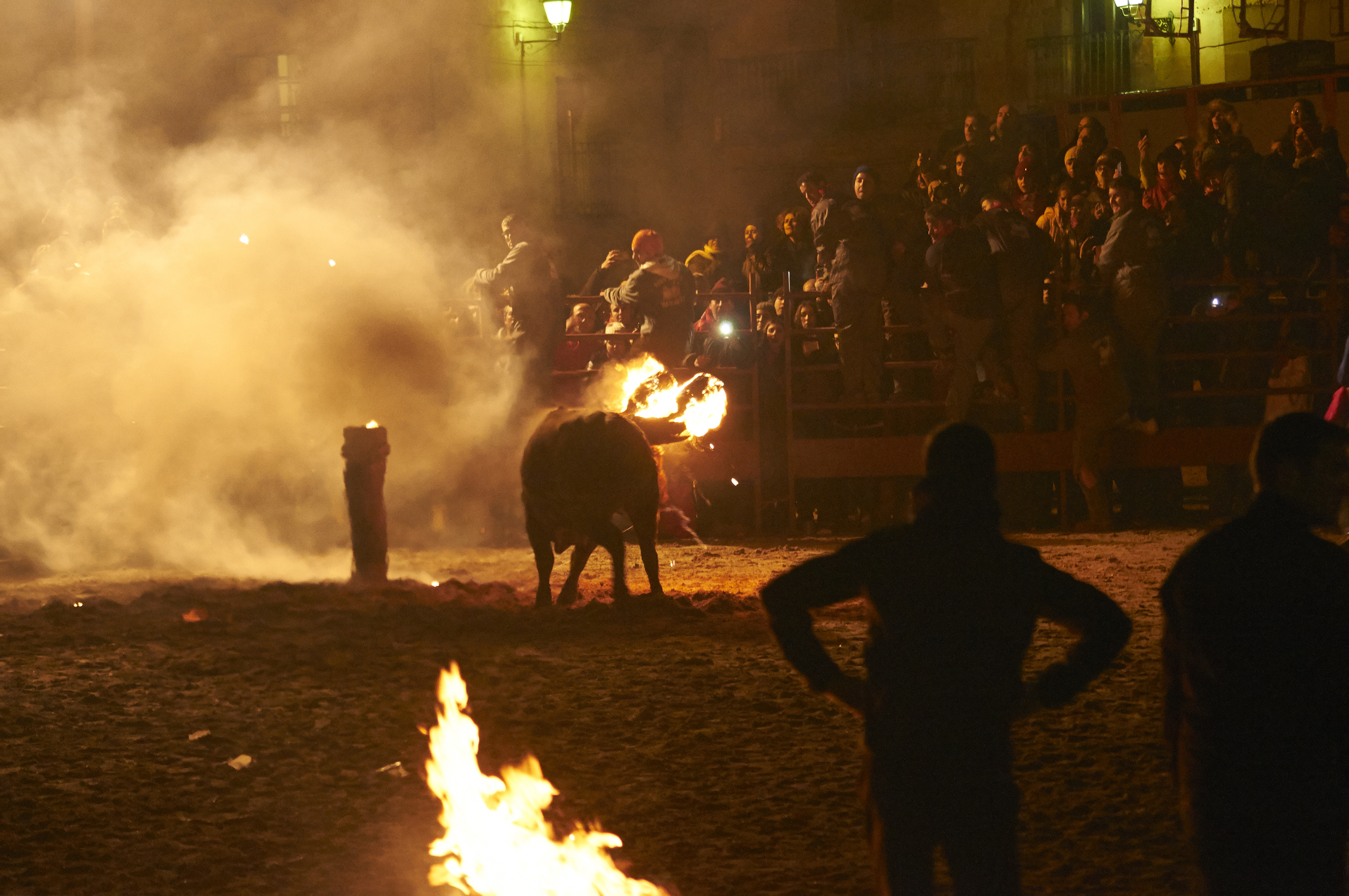
Toro Jubilo de Medinaceli

- El Toro Jubilo: única fiesta de toro de fuego que queda en Castilla, que se celebra la noche del 12 al 13 de noviembre, a las 23:15 horas de la noche.[15] Es una fiesta de origen pagano que se celebra en la plaza Mayor y atrae a centenares de participantes y curiosos.[16] Fue declarado Espectáculo Taurino Tradicional de Interés Turístico de Castilla y León en 2002.[17]
- Culto de los Cuerpos Santos: la festividad se celebra el 11 de noviembre.[18]